# Robin Henderson
Robin Henderson, (1936 - Maldonado, 20 de octubre de 2023) fue un empresario británico que residía en Uruguay, propietario y director de la cadena de supermercados Tienda Inglesa. Ganador del premio Empresario del Año 2012.

## Biografía
Contrajo matrimonio con Herminia Rojas Hurtado, padres de una hija Lucy Henderson Grafin Von Bassewitz (que reside en Alemania) y dos hijos Alan y Robert Henderson. Era bisnieto de John Henderson, quien fundó la compañía familiar Tienda Inglesa en el año 1866.
Entre sus negocios se encontraba la fábrica de alimentos congelados Buffet, que elabora alimentos congelados para una de las mayores cadenas de supermercados del Uruguay Tienda Inglesa que cuenta con 11 sucursales. En mayo de 2016, Tienda Inglesa pasó a manos de grupo estadounidense en un 90% del paquete accionario, mientras que el 10% restante es conservado por un miembro de la familia Henderson.
Poseía también un campo en San José, llamado “La Esperanza”. 
Fue ganador del premio Empresario del Año 2012.
Falleció el 20 de octubre de 2023 a los 87 años, murió en su casa de Parque Burnett en Maldonado.

"Siempre estoy peleando por la calidad y los precios, todos los días de mi vida. Pero soy un convencido de que el mejor negocio para el cliente es comprar algo que le dure. Muchas veces la gente se engaña, por el bajo precio de algo que es de mala calidad. Nosotros siempre tratamos de vender cosas un poquito mejor.
 Robin Henderson, diciembre de 2017.